# Mogadishu Municipality FC
Mogadishu Municipality Football Club w skrócie Mogadishu Municipality FC – somalijski klub piłkarski, grający niegdyś w pierwszej lidze somalijskiej, mający siedzibę  w mieście Mogadiszu.

## Sukcesy
- I liga[1]
  - mistrzostwo (3): 1975, 1986, 1989.

## Występy w afrykańskich pucharach
| Sezon | Rozgrywki       | Runda   | Kraj    | Klub                    | Dom | Wyjazd | Dwumecz |
| ----- | --------------- | ------- | ------- | ----------------------- | --- | ------ | ------- |
| 1987  | Puchar Mistrzów | 1       | Rwanda  | Panthères Noires        | 1–0 | 0–2    | 1–2     |
| 1990  | Puchar Mistrzów | wstępna | Seszele | St Louis Suns United FC | 1–0 | 2–4    | 3–4     |

## Stadion
Domowe mecze klub rozgrywa na stadionie o nazwie Banadir Stadium w Mogadiszu, który może pomieścić 10000 widzów.